# Verneuil-sur-Indre
Verneuil-sur-Indre ist eine französische Gemeinde mit 1.417 Einwohnern (Stand: 1. Januar 2022) im Département Indre-et-Loire in der Region Centre-Val de Loire; Verneuil-sur-Indre gehört zum Arrondissement Loches und zum Kanton Loches. Die Einwohner werden Vernolliens genannt.

## Geographie
Verneuil-sur-Indre liegt etwa 45 Kilometer südöstlich von Tours. Die Indre markiert die nordöstliche Gemeindegrenze. Umgeben wird Verneuil-sur-Indre von den Nachbargemeinden Saint-Jean-Saint-Germain im Norden, Saint-Hippolyte und Bridoré im Osten, Fléré-la-Rivière im Südosten, Saint-Flovier im Süden, Betz-le-Château im Südwesten, Saint-Senoch im Westen sowie Perrusson im Nordwesten.

## Bevölkerungsentwicklung
| 1962                       | 1968 | 1975 | 1982 | 1990 | 1999 | 2006 | 2018 |
| -------------------------- | ---- | ---- | ---- | ---- | ---- | ---- | ---- |
| 736                        | 679  | 576  | 508  | 462  | 479  | 494  | 478  |
| Quellen: Cassini und INSEE |      |      |      |      |      |      |      |

## Sehenswürdigkeiten

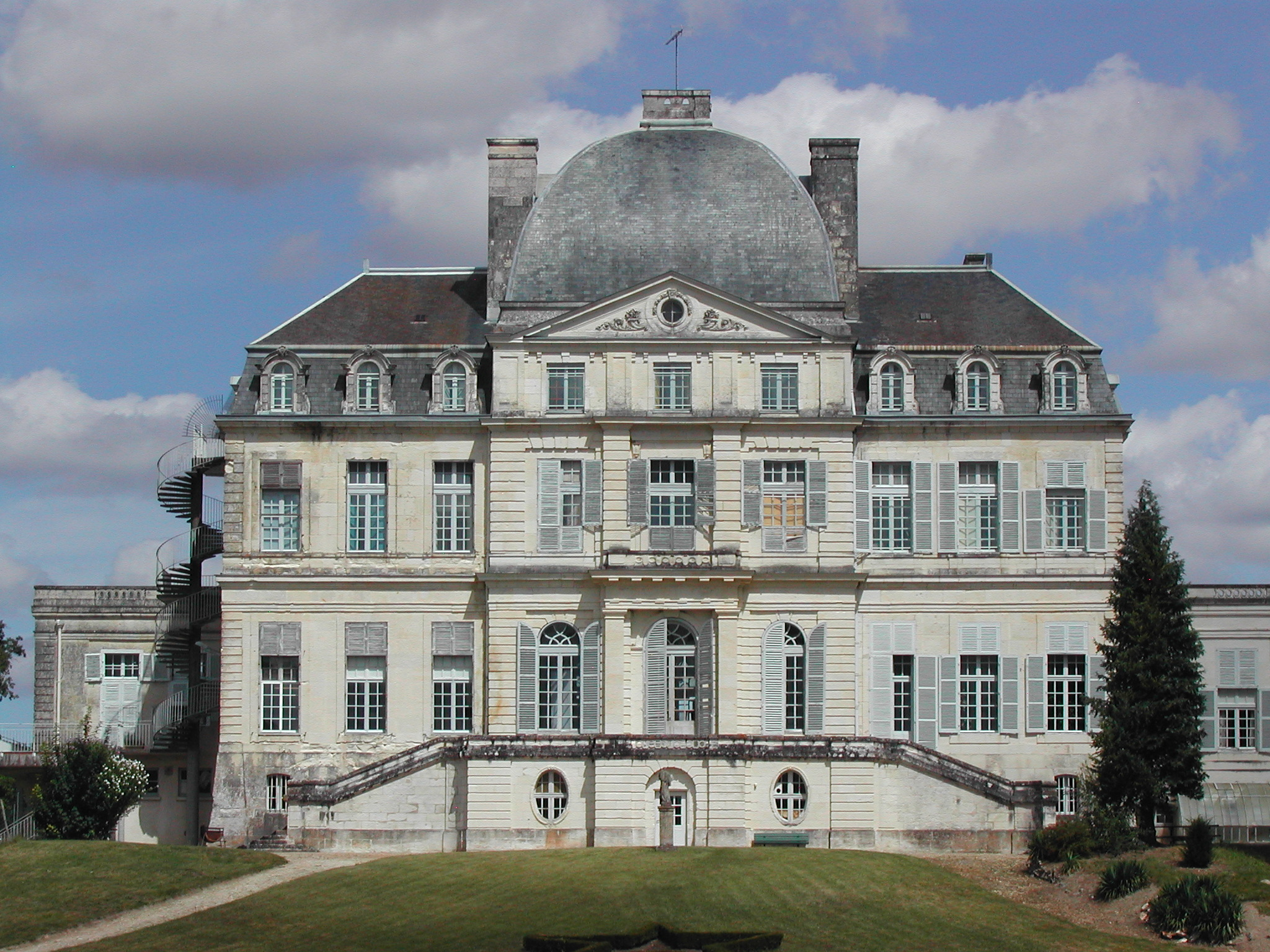
Schloss Verneuil-sur-Indre

- Schloss Verneuil-sur-Indre